# 葉華 (天順進士)
葉華（1427年—？），字廷輝，直隸安慶府懷寧縣人，明朝政治人物。進士出身。

## 生平
應天府鄉試第九十八名。天順元年（1457年）丁丑科會試第二百五十二名，殿試登進士第二甲第四十三名。

## 家族
曾祖葉榮甫。祖父葉景芳。父亲葉思聰。